# Cupa Cupelor 1978-1979
Sezonul 1978-1979 al Cupei Cupelor a fost câștigat de FC Barcelona, care a învins-o în finală pe Fortuna Düsseldorf.

## Prima rundă
| Echipa 1                   | General | Echipa 1            | Tur   | Retur |
| -------------------------- | ------- | ------------------- | ----- | ----- |
| AZ Alkmaar                 | 0 - 2   | Ipswich Town        | 0 - 0 | 0 - 2 |
| Zagłębie Sosnowiec         | 3 - 4   | FC Wacker Innsbruck | 2 - 3 | 1 - 1 |
| RSC Anderlecht             | Bye     |                     | -     | -     |
| FC Barcelona               | 4 - 1   | FC Shakhtar Donetsk | 3 - 0 | 1 - 1 |
| Floriana                   | 1 - 8   | Internazionale      | 1 - 3 | 0 - 5 |
| F.K. Bodø/Glimt            | 4 - 2   | Union Luxembourg    | 4 - 1 | 0 - 1 |
| NK Rijeka                  | 3 - 2   | Wrexham FC          | 3 - 0 | 0 - 2 |
| K.S.K. Beveren             | 6 - 0   | Ballymena United FC | 3 - 0 | 3 - 0 |
| FC Universitatea Craiova   | 4 - 5   | Fortuna Düsseldorf  | 3 - 4 | 1 - 1 |
| Marek Stanke Dimitrov      | 3 - 5   | Aberdeen FC         | 3 - 2 | 0 - 3 |
| PAOK FC                    | 2 - 4   | Servette FC         | 2 - 0 | 0 - 4 |
| BK Frem                    | 2 - 4   | AS Nancy            | 2 - 0 | 0 - 4 |
| Valur                      | 1 - 5   | 1. FC Magdeburg     | 1 - 1 | 0 - 4 |
| Ferencvárosi TC            | 4 - 2   | Kalmar FF           | 2 - 0 | 2 - 2 |
| Sporting Clube de Portugal | 0 - 2   | Baník Ostrava       | 0 - 1 | 0 - 1 |
| APOEL FC                   | 0 - 3   | Shamrock Rovers FC  | 0 - 2 | 0 - 1 |

### Prima manșă
| Floriana          | 1 – 3 | Internazionale               |
| ----------------- | ----- | ---------------------------- |
| Xuereb 48' (pen.) |       | Altobelli 14' 83' (pen.) 90' |

### A doua manșă
| Internazionale                             | 5 – 0 | Floriana |
| ------------------------------------------ | ----- | -------- |
| Muraro 32' 70' Chierico 33' Fedele 68' 89' |       |          |

Internazionale s-a calificat cu scorul general de 8–1.

## A doua rundă
| Echipa 1           | General  | Echipa 1            | Tur   | Retur      |
| ------------------ | -------- | ------------------- | ----- | ---------- |
| Ipswich Town       | 2 - 1    | FC Wacker Innsbruck | 1 - 0 | 1 - 1(aet) |
| RSC Anderlecht     | 3 - 3(p) | FC Barcelona        | 3 - 0 | 0 - 3(aet) |
| Internazionale     | 7 - 1    | F.K. Bodø/Glimt     | 5 - 0 | 2 - 1      |
| NK Rijeka          | 0 - 2    | K.S.K. Beveren      | 0 - 0 | 0 - 2      |
| Fortuna Düsseldorf | 3 - 2    | Aberdeen FC         | 3 - 0 | 0 - 2      |
| Servette FC        | 4 - 3    | AS Nancy            | 2 - 1 | 2 - 2      |
| 1. FC Magdeburg    | 2(d) - 2 | Ferencvárosi TC     | 1 - 0 | 1 - 2      |
| Baník Ostrava      | 6 - 1    | Shamrock Rovers FC  | 3 - 0 | 3 - 1      |

### Prima manșă
| Internazionale                                  | 5 – 0 | F.K. Bodø/Glimt |
| ----------------------------------------------- | ----- | --------------- |
| Beccalossi 25' 57' Altobelli 60' 86' Muraro 88' |       |                 |

### A doua manșă
| F.K. Bodø/Glimt | 1 – 2 | Internazionale                     |
| --------------- | ----- | ---------------------------------- |
| Hansen 40'      |       | Altobelli 45' (pen.) Scanziani 56' |

Internazionale s-a calificat cu scorul general de 7–1.

## Sferturi
| Echipa 1           | General  | Echipa 1       | Tur   | Retur |
| ------------------ | -------- | -------------- | ----- | ----- |
| Ipswich Town       | 2 - 2(d) | FC Barcelona   | 2 - 1 | 0 - 1 |
| Internazionale     | 0 - 1    | K.S.K. Beveren | 0 - 0 | 0 - 1 |
| Fortuna Düsseldorf | 1(d) - 1 | Servette FC    | 0 - 0 | 1 - 1 |
| 1. FC Magdeburg    | 4 - 5    | Baník Ostrava  | 2 - 1 | 2 - 4 |

### Prima manșă
| Ipswich Town       | 2 – 1 | FC Barcelona |
| ------------------ | ----- | ------------ |
| Eric Gates 51' 64' |       | Esteban 53'  |

| Internazionale | 0 – 0 | K.S.K. Beveren |
| -------------- | ----- | -------------- |
|                |       |                |

| Fortuna Düsseldorf | 0 – 0 | Servette FC |
| ------------------ | ----- | ----------- |
|                    |       |             |

### A doua manșă
| FC Barcelona | 1 – 0 | Ipswich Town |
| ------------ | ----- | ------------ |
| Migueli 38'  |       |              |

FC Barcelona s-a calificat cu scorul general de 2–2 datorită regulii golului marcat în deplasare
| K.S.K. Beveren | 1 – 0 | Internazionale |
| -------------- | ----- | -------------- |
| Stevens 85'    |       |                |

K.S.K. Beveren s-a calificat cu scorul general de 1–0
| Servette FC | 1 – 1 | Fortuna Düsseldorf |
| ----------- | ----- | ------------------ |
| Andrey 80'  |       | Bommer 34'         |

Fortuna Düsseldorf s-a calificat cu scorul general de 1–1 datorită regulii golului marcat în deplasare

## Semifinale
| Echipa 1           | General | Echipa 1       | Tur   | Retur |
| ------------------ | ------- | -------------- | ----- | ----- |
| FC Barcelona       | 2 - 0   | K.S.K. Beveren | 1 - 0 | 1 - 0 |
| Fortuna Düsseldorf | 4 - 3   | Baník Ostrava  | 3 - 1 | 1 - 2 |

### Prima manșă
| FC Barcelona | 1 – 0 | K.S.K. Beveren |
| ------------ | ----- | -------------- |
| Rexach 65'   |       |                |

| Fortuna Düsseldorf                     | 3 – 1 | Banik Ostrava |
| -------------------------------------- | ----- | ------------- |
| Klaus Allofs 54' 66' Thomas Allofs 90' |       | Nemec 11'     |

### A doua manșă
| K.S.K. Beveren | 0 – 1 | FC Barcelona |
| -------------- | ----- | ------------ |
|                |       | Krankl 87'   |

FC Barcelona s-a calificat cu scorul general de 2–0.
| Banik Ostrava         | 2 – 1 | Fortuna Düsseldorf |
| --------------------- | ----- | ------------------ |
| Licka 62' Antalik 88' |       | Zewe 27'           |

Fortuna Düsseldorf s-a calificat cu scorul general de 4–3.

## Finala
| Echipa 1     | Rez.       | Echipa 1           |
| ------------ | ---------- | ------------------ |
| FC Barcelona | 4 - 3(aet) | Fortuna Düsseldorf |